# Douglas Carruthers
Pour les articles homonymes, voir Carruthers.
Alexander Douglas Mitchell Carruthers, né le 4 octobre 1882 à Londres où il est mort le 23 mai 1962, est un explorateur et naturaliste britannique. 

## Biographie
Carruthers est né à Londres en 1882. Il est le fils du révérend William Mitchell Carruthers. Il fait ses études au Haileybury College (en) et au Trinity College de Cambridge. Il travaille comme secrétaire à la Royal Geographical Society et suit une formation aux travaux d'arpentage, devenant également un expert en taxidermie. 
Il prend part en 1905-1906 à une expédition du British Museum dans les Rwenzori au Congo et récolte des spécimens d'oiseaux et de mammifères. En 1910, il rejoint John H. Miller et Morgan Philips Price (en) dans une expédition à travers le désert de la Mongolie-Extérieure et publie en 1913 deux volumes sous le titre Unknown Mongolia, .
En 1915, il épouse Mary Morrison Hill Trevor à St. George's, Hanover Square (Londres). Elle meurt en 1948 et le 3 septembre 1948, il se marie à Rosemary Arden Clay (née le 12 août 1908 à Banstead dans le Surrey). 
Pendant la Première Guerre mondiale, il est principalement employé au Bureau de la Guerre pour compiler des cartes du Moyen-Orient ; sa carrière ultérieure consiste en grande partie à écrire, à faire des cartes et à travailler avec des explorateurs et des voyageurs. 
En 1910, il reçoit le Gill Memorial et, en 1912, la médaille d'or de la Royal Geographical Society dont il est secrétaire honoraire de 1916 à 1921 et membre de 1909 à 1962. En 1956, il obtient aussi la médaille Sykes de la Royal Central Asian Society (en). 
Il meurt à Londres le 23 mai 1962, à l'âge de 79 ans. À sa mort, ses papiers sont déposés à la Royal Geographical Society de Londres. Il n'avait pas d'enfants.

## Publications
- 1910 : Notes on the Journey to the Arpa and Ak-Sai Plateaus in Russian Turkestan-&-Neve, Arthur the Ranges of the Karakoram.
- 1910 : A Journey in North-Western Arabia.
- 1910 : Notes on the Journey to the Arpa and Ak-Sai Plateaus in Russian Turkestan in The Geographical Journal, vol. 36, no 5 (novembre), p. 563–570.
- 1913 : Notes on the Maps Illustrating the Exploration in Mongolia and Dzungaria.
- 1914 : Unknown Mongolia : a record of travel and exploration in north-west Mongolia and Dzungaria avec trois chapitres sur le sport par J. H. Miller, et une préface de Earl Curzon of Kedleston.
- 1914 : Further Information on the Turgun Or Kundelun Mountains in North-Western Mongolia, and Notes on a New Map of This Region, in Geographical Journal, vol. XLIV.
- 1929 : The desert route to India: being the journals of four travellers by the Great Desert Caravan Route between Aleppo and Basra, 1745–1751.
- 1935 : Arabian Adventure, to the Great Nafud in Quest of the Oryx, H.F. & G. Witherby Ltd., Londres,.
- 1949 : Beyond The Caspian.
- 1958 : Reminiscences of Gertrude Bell, in Journal of the Royal Central Asian Society (en), volume 45, issue 1.